# Micrastur buckleyi
Micrastur buckleyi là một loài chim trong họ Falconidae.